# Robert Goebbels
Pour les articles homonymes, voir Goebbels (homonymie).
Robert Goebbels, né le 3 avril 1944 à Luxembourg (Luxembourg), est un journaliste et homme politique luxembourgeois, secrétaire général du Parti ouvrier socialiste luxembourgeois (LSAP) de 1970 à 1985.

## Biographie

### Carrière professionnelle
Journaliste de formation, il commence sa carrière comme éditorialiste au journal quotidien luxembourgeois d'expression allemande Tageblatt. Plus tard, il préside l'Association luxembourgeoise des journalistes de 1972 à 1974.
D'avril 2015 à juin 2020, il est président du conseil d'administration de Freeport.

### Parcours politique

#### Politique nationale
Il adhère au Parti ouvrier socialiste luxembourgeois en 1964 et est élu secrétaire général de 1970 à 1985. En 1976, il est élu conseiller communal de la ville de Luxembourg jusqu'en 1984 puis de 1999 à 2005 en raison d'une parenthèse gouvernementale de 1984 à 1999.
À la suite des élections législatives luxembourgeoises de 1984, il fait son entrée au sein de la Chambre des députés pour la circonscription Centre où il est élu sur la liste socialiste. Cependant, il ne siège pas au cours de la législature puisqu'il est nommé secrétaire d'État aux Affaires étrangères, au Commerce extérieur et à la Coopération ainsi que secrétaire d'État aux Classes moyennes au sein du gouvernement dirigé par Jacques Santer. Au cours de son mandat, il participe à la conférence ministérielle du GATT à Punta del Este en Uruguay et signe l'Acte unique européen à Schengen en tant que représentant du Luxembourg en 1986,,.
En 1989, il est nommé ministre de l'Économie, des Transports et des Travaux publics dans le deuxième gouvernent de Jacques Santer. On lui retire le portefeuille des Transports lors de la formation d'un troisième gouvernement sous la direction du même Premier ministre. En contrepartie, on lui attribue celui de l'Énergie. Bien qu'il y ait un changement de coalition au sein de l'exécutif, il est reconduit dans les deux cabinets suivants, dirigés cette fois-ci par le social-démocrate Jean-Claude Juncker, tout en conservant les mêmes portefeuilles. Il quitte ses fonctions gouvernementales à la suite de son élection au Parlement européen en 1999.

#### Député européen
Il siège au sein du Groupe de l'Alliance progressiste des socialistes et démocrates au Parlement européen duquel fait partie le Parti socialiste européen. Il est d'ailleurs lui-même membre de ce parti, qui fédère les partis socialistes nationaux en un Parti politique européen. 
En 1999, il devient député du Parlement européen, inscrit au Parti socialiste européen et est nommé vice-président du groupe socialiste. Il est également membre de la commission des affaires économiques et monétaires du parlement européen.
Lors de la septième mandature, de 2009 à 2014, il devient vice-président de la délégation pour les relations avec les pays de l'Asie du Sud-Est et l'Association des nations de l'Asie du Sud-Est (ANASE) ainsi que suppléant au sein de la délégation à l'Assemblée parlementaire paritaire ACP-UE. Il est également membre de la commission de l'industrie, de la recherche et de l'énergie et suppléant au sein de deux commissions : celle des affaires économiques et monétaires et l'autre, spéciale, sur la criminalité organisée, la corruption et le blanchiment de capitaux. En fin de mandat, il annonce sur Radio DNR son refus de se porter à nouveau candidat comme député européen aux élections européennes de 2014 en raison de son âge avancé.

### Vie privée
Il est marié et a deux enfants.